# Johannes Mangon
Johannes Mangon was een 16e-eeuws zanger, kapelmeester en componist binnen de Franco-Vlaamse School.

## Leven
Hij werd rond 1525 vermoedelijk in Luik (of omgeving) geboren. Die conclusie is getrokken uit zijn opleiding als jongeling aan de zangschool (schola cantorum) van de Sint-Martinusbasiliek op de Mont Saint-Martin (Publémont) in het centrum van Luik. Nadat hij de "baard in de keel" had gekregen vervolgde hij zijn studie en was daarbij mogelijk leerling van Jean de Latre. Hij was in die kerk ook werkzaam als succentor. Rond die tijd was hij zeer vermoedelijk ook lid van het Aachener Domchor (Akener domkoor). Zijn compositie Ne ascondas me dateert uit die periode. De facturenlijsten van de Dom van Aken laten vervolgens zien dat hij tussen 1572 tot 1577 zeker lid was van het koor. Hij verdwijnt dan ineens van het toneel waardoor vermoed wordt dat hij is overleden gedurende de pestepidemie die in 1578 in Aken heerste. Hij zou daarbij met talloze lotgenoten in een massagraf op de Münsterplatz zijn bijgezet.
Zijn muziek bevindt zich in het segment gewijde vocale muziek. Zijn werken zijn onder andere teruggevonden in drie koorboeken van de Dom van Aken. Zijn 19 teruggevonden missen zijn grotendeels parodiemissen die terug te voeren zijn op werken van Clemens non Papa, Pierre Sandrin, Thomas Crecquillon en Orlando di Lasso. Daarnaast schreef hij minstens 45 motetten, die in de stijl van die tijd geschreven zijn en ook sporen laten horen van Clemens non Papa en Orlando di Lasso. Zijn werken werden gebundeld met werk van Johannes de Cleve, diezelfde Di Lasso en Franciscus de Rivulo. Hij schreef ook magnificats en hymnen.

## Werklijst

### Missen
- Missa A demy mort (vierstemmig)
- Missa Come la rose (vierstemmig)
- Missa Doulce memoire (vierstemmig)
- Missa En attendant secours (vierstemmig)
- Missa Helas prenez pitie (vierstemmig)
- Missa Hier au matin my levay (vierstemmig)
- Missa Jay veu le cerf du bois saillir (vierstemmig)
- Missa Or combien est (vierstemmig)
- Missa Susanne un jour (vierstemmig)
- Missa Susanne un jour (vijfstemmig)

- Missa Got is myn licht (vierstemmig)
- Missa Caecilia virgo (vierstemmig)
- Missa Ne abscondas me Domine (vierstemmig)
- Missa Virgines prudentes (vierstemmig)
- Missa De Domina (vierstemmig) (I)
- Missa De Domina (vierstemmig) (II)
- Missa De Domina (vierstemmig) (III)
- Missa In summis festis (vierstemmig)
- Missa Defunctorum (Requiem) (vierstemmig)

### Motetten
- Assumpta est Maria (vierstemmig)
- Ave Maria (vierstemmig)
- Beatus vir (vierstemmig)
- Congratulamini (vierstemmig)
- Corde et animo (vierstemmig)
- Cum iucunditate (vierstemmig)
- Domine non secundum peccata (vierstemmig)
- Dum deambularet (vierstemmig)
- Dumque venerandus est (vierstemmig)
- Ecce ego mitto vos (vierstemmig)
- Ecce virgo concipiet (vierstemmig)
- Ecce virum (vierstemmig)
- Ego sum panis (vierstemmig)
- Emendemus (vierstemmig)
- Exsurgens autem Maria (vierstemmig)
- Fuerunt sine querela (vierstemmig)
- Fulget dies hodierna (vierstemmig)
- Gaudent in coelis (vierstemmig)
- Genitori genitoque (vierstemmig)
- Iam non dicam vos servos (vierstemmig)
- In craticula te Deum (vijfstemmig)
- Iste est Johannes (vijfstemmig)
- Iste est qui ante Deum (vierstemmig)

- Ite in orbem (vierstemmig)
- Laudate pueri (vierstemmig)
- Leva Jerusalem (vierstemmig)
- Maria Jesse virgula (vierstemmig)
- Nativitas est hodie (vierstemmig)
- O crux benedicta (vierstemmig)
- O Gregori (vierstemmig)
- O sacrum convivium (vierstemmig)
- O spes afflictis (vierstemmig) (I)
- O spes afflictis (vierstemmig) (II)
- Pacem tuam (vierstemmig)
- Reges Tharsis (vierstemmig)
- Salus populi (vierstemmig)
- Sancta et individua Trinitas (vierstemmig)
- Soror Marthae Maria (vierstemmig)
- Surge Petre (vierstemmig)
- Tanto tempore vobiscum (vierstemmig)
- Tribularer (vierstemmig)
- Veni sponsa Christi (vierstemmig)
- Veterem hominem renovans (vierstemmig)
- Vidimus stellam (vierstemmig)
- Vigila super nos (vierstemmig)

### Hymnes
- Ad coenam agni providi (vierstemmig)
- A solis ortus cardine (vierstemmig)
- Assunt festa iubile (vierstemmig)
- Ave maris stella (vierstemmig)
- Christe cunctorum dominator (vierstemmig)
- Crudelis Herodes (vierstemmig)
- Dignas laudes (vierstemmig)
- En miranda prodigia (vierstemmig)
- Festum nunc celebre (vierstemmig)
- Gaude plebs lauda (vierstemmig)

- Gaude visceribus mater (vierstemmig)
- Gloria laus (vierstemmig)
- Hymnum canamus gratiae (vierstemmig)
- Iam sol recedit igneus (vierstemmig)
- O Dei sapientia (vierstemmig)
- Omnes superni ordines (vierstemmig)
- Pange lingus gloriosi (vierstemmig)
- Ut queant laxis (vierstemmig)
- Veni creator spiritus (vierstemmig)
- Veni redemptor gentium (vierstemmig)

### Antifonen
- 6 Regina coeli (vierstemmig)
- 8 Salve Regina (vierstemmig)

### Andere
- 5 Magnificats (vierstemmig)
- 2 Motetten über Texte aus der Passion: Passio Domini nostri Jesu Christi und Passio Domini nostri Jesu Christi secundum Matthaeum (vierstemmig)
- Kyrie Paschale (vierstemmig)